# Копенгагенський міжнародний фестиваль документального кіно
Копенгагенський міжнародний фестиваль документального кіно (англ. Copenhagen International Documentary Festival; скорочено — CPH: DOX) — щорічний міжнародний кінофестиваль, що проходить у Копенгагені (Данія) з 2003 року. Це найбільший фестиваль документального кіно у Північній Європі. Наприклад, у 2018 році його відвідали 100,5 глядачів та учасників.

## Нагороди
Журі фестивалю вручає сім нагород:
- CPH: DOX Award — за найкращий документальний фільм;
- NEW: VISION Award — за найкращий експериментальний чи митецький фільм;
- F: ACT Award — за журналістське розслідування;
- NORDIC: DOX Award — за найкращий північноєвропейський документальний фільм
- NEXT: WAVE Award — найкращому кінематографісту-початківцю;
- Politiken Audience Award — нагорода від глядачів;
- Doc Alliance Award вручається одному з семи фільмів, висунутих «CPH: DOX» та шістьма іншими європейськими документальними кінофестивалями.

## Переможці

### CPH: DOX Award
| Рік   | Фільм                                                 | Режисер                                 | Країна          |
| ----- | ----------------------------------------------------- | --------------------------------------- | --------------- |
| 02003 | «Проклятий і святий» (The Damned and the Sacred)      | Йос де Путтер                           | Нідерланди      |
| 02004 | «Кошмар Дарвіна» (Darwin's Nightmare)                 | Губерт Заупер                           | Австрія         |
| 02004 | «3 кімнати Меланхолії» (фін. Melancholian 3 huonetta) | Пірйо Гонкасало                         | Фінляндія       |
| 02005 | «Смерть робітника» (Workingman's Death)               | Міхаель Главоггер                       | Австрія         |
| 02005 | «Білий діамант» (The White Diamond)                   | Вернер Герцог                           | Німеччина       |
| 02006 | «Чорне Сонце» (Black Sun)                             | Гарі Тарн                               | Велика Британія |
| 02007 | Santa Fe Street                                       | Кармен Кастільйо                        | Чилі            |
| 02008 | Burma VJ                                              | Андерс Естергорд                        | Данія           |
| 02009 | «Сміттєві хом'яки» (Trash Humpers)                    | Гармоні Корін                           | США             |
| 02010 | «Чотири рази» (італ. Le Quattro Volte)                | Мікеланжело Фраммартіно                 | Італія          |
| 02011 | «Два роки у морі» (Two Years at Sea)                  | Бен Ріверс                              | Велика Британія |
| 02012 | «Акт вбивства» (The Act of Killing)                   | Джошуа Оппенгаймер                      | Данія           |
| 02013 | «Криваві боби» (Bloody Beans)                         | Нарімане Марі                           | Алжир           |
| 02014 | «Погляд тиші» (The Look of Silence)                   | Джошуа Оппенгаймер                      | Данія           |
| 02015 | «Боже, благослови дитину» (God Bless the Child)       |                                         | США             |
| 02017 | «Остання людина в Алеппо» (Last Men In Aleppo)        | Ферас Фейяд                             | Данія           |
| 02018 | «Пліт» (The Raft)                                     | Маркус Ліндеен                          | Швеція          |
| 02019 | Хребет (Ridge)                                        | Йон Скуг                                | Швеція          |
| 02020 | Пісні репресій (Songs of Repression)                  | Естефан Вагнер та Маріанна Хуген-Морага | Данія           |

### 2003 CPH: DOX
| Нагорода                       | Фільм                                         | Режисер                           |
| ------------------------------ | --------------------------------------------- | --------------------------------- |
| CPH: DOX Award                 | «Прокляті і святі» (Dans, Grozny dans)        | Йос де Путтер                     |
| CPH: DOX Award Special Mention | «Кричучі чоловіки» (Huutajat — Screaming Men) | Міка Ронкайнен                    |
| Amnesty Award                  | «Автобус 174» (Ônibus 174)                    | Жозе Паділья                      |
| Amnesty: Award Special Mention | «Кубинські рафтери» (Balseros)                | Карлос Босх & Хосеп Марія Доменеч |

### 2004 CPH: DOX
| Нагорода                          | Фільм                                                                                  | Режисер                        |
| --------------------------------- | -------------------------------------------------------------------------------------- | ------------------------------ |
| CPH: DOX Award                    | «Кошмар Дарвіна» (Darwin's Nightmare) «3 кімнати Меланхолії» (Melancholian 3 huonetta) | Губерт Зайпер Пірйо Гонкасало  |
| Amnesty: Award                    | «Правосуддя» (Justiça)                                                                 | Марія Рамос                    |
| Amnesty: Award Special Mention    | «Недовіра» (Недоверье)                                                                 | Андрій Некрасов                |
| New: Vision Award                 | «Я люблю вас всіх» (Aus Liebe zum Volk)                                                | Одрі Моріон & Еял Сіван        |
| New: Vision Award Special Mention | «Мандрівка до витоків» (Rejsen på ophavet) Gunnar Goes Comfortable                     | Макс Кестнер Гуннар Галл Єнсен |

### 2005 CPH: DOX
| Нагорода                          | Фільм                                                                       | Режисер                         |
| --------------------------------- | --------------------------------------------------------------------------- | ------------------------------- |
| CPH: DOX Award                    | Смерть робітника (Workingman's Death) Білий діамант (The White Diamond)     | Міхаель Главоггер Вернер Герцог |
| CPH: DOX Award Special Mention    | «Одеса… Одеса!» (Odessa… Odessa!)                                           | Міхал Боганім                   |
| Amnesty: Award                    | «Віва Сапатеро» (Viva Zapatero!)                                            | Сабіна Гуццанті                 |
| Amnesty: Award Special Mention    | «Shake Hands with the Devil: The Journey of Roméo Dallaire»                 | Пітер Раймон                    |
| New: Vision Award                 | «Потяги Вінніпега: 14 фільмових віршів» (Trains of Winnipeg: 14 Film Poems) | Клайв Голден                    |
| New: Vision Award Special Mention | «Культурний квартал» (Cultural Quarter)                                     | Майк Стаббс                     |

### 2006 CPH: DOX
| Нагорода                       | Фільм | Режисер                                                             |
| ------------------------------ | --- | ------------------------------------------------------------------- |
| CPH: DOX Award                 | «Чорне Сонце» (Black Sun)                                                                                | Гарі Тарн                                                           |
| CPH: DOX Award Special Mention | «Монастир: пан Віг і Нун» (The Monastery: Mr. Vig and the Nun)                                           | Пернілла Роза Гренк'єр                                              |
| Amnesty: Award                 | «Приз поляка» (The Prize of the Pole)                                                                    | Стаффан Юлен                                                        |
| Amnesty: Award Special Mention | «Голоси Баму» (Stemmen van Bam) «Макілаполіс — місто фабрик» (Maquilápolis)                              | Маас'я Оомс & Аліона ван дер Горст Вікі Фунарі & Серхіо де ла Торре |
| New: Vision Award (short)      | «Eine Million Kredit ist normal sagt mein Grossvater»                                                    | Габріела Матес                                                      |
| New: Vision Award (long)       | Зідан: Портрет 21 - го століття (Zidane, un portrait du 21e siècle) Тарашіме народження/мати (Tarachime) | Дуглас Гордон & Філіпп Парено Кавасе Наомі                          |
| Sound & Vision Award           | «Блок партії Дейва Шаппеля» (Dave Chappelle's Block Party)                                               | Мішель Гондрі                                                       |

### 2007 CPH: DOX
| Нагорода                             | Фільм                                                        | Режисер                     |
| ------------------------------------ | ------------------------------------------------------------ | --------------------------- |
| CPH: DOX Award                       | «Вулиця Санта-Фе» (Calle Santa Fe)                           | Кармен Кастільйо            |
| CPH: DOX Award Special Mention       | «Вестербро» (Vesterbro)                                      | Міхаель Ноер                |
| Amnesty: Award                       | «No End in Sight»                                            | Чарльз Фергюсон             |
| Amnesty: Award Special Mention       | «The Not Dead» «Парасолька» (San)                            | Браян Гілл Ду Гайбінь       |
| New: Vision Award (short)            | «France 2007»                                                | Дзюнь Гі-Дзюн               |
| New: Vision Award (long)             | «Пил» (Staub) «Злочин проти мистецтва» (A Crime Against Art) | Гартміт Бітомскі Гіла Пелег |
| Sound & Vision Award                 | «Joy Division»                                               | Грант Гі                    |
| Sound & Vision Award Special Mention | «Pilgrimage from Scattered Points»                           | Люк Фаулер                  |

### 2008 CPH: DOX
| Нагорода                             | Фільм                                         | Режисер                                                         |
| ------------------------------------ | --------------------------------------------- | --------------------------------------------------------------- |
| CPH: DOX Award                       | «Burma VJ»                                    | Андерс Естергорд                                                |
| CPH: DOX Award Special Mention       | «Меггі в країні чудес» (Maggie in Wonderland) | Марк Гаммерсберг Естер Мартін Бергсмарк Беатріс Меггі Андерссон |
| Amnesty: Award                       | «Burma VJ»                                    | Андерс Естергорд                                                |
| Amnesty: Award Special Mention       | «Dynamiters, Assassins, Fiends.»              | Джозеф Баллмен                                                  |
| New: Vision Award                    | «Особливість» (The Feature)                   | Мішель Одер, Ендрю Ніл                                          |
| New: Vision Award Special Mention    | «Моракот» (Morakot)                           | Апічатпон Вірасетакул                                           |
| Sound & Vision Award                 | «Anvil! The Story of Anvil»                   | Саша Джервасі                                                   |
| Sound & Vision Award Special Mention | Gogol Bordello Non-Stop                       | Маргарита Джімено                                               |

### 2009 CPH: DOX
| Нагорода                             | Фільм                                       | Режисер                        |
| ------------------------------------ | ------------------------------------------- | ------------------------------ |
| CPH: DOX Award                       | «Сміттєві хом'яки» (Trash Humpers)          | Гармоні Корін                  |
| DOX Award Special Mention            | «Містер губернатор» (Mr. Governor)          | Мен Менссон                    |
| Amnesty: Award                       | «Presumed Guilty» (ісп. Presunto Culpable)  | Джеффрі Сміт, Роберто Ернандес |
| Amnesty: Award Special Mention       | «Наклеп» (Defamation)                       | Йоав Шамір                     |
| New: Vision Award                    | shared by: «O'er The Land» та «Trypps 1-6»  | Дебора Стретмент / Бен Рассел  |
| Sound & Vision Award                 | «Несправність квітів» (La Faute Des Fleurs) | Вінсент Мун                    |
| Sound & Vision Award Special Mention | «Деліанський режим» (The Delian Mode)       | Кара Блейк                     |

### 2010 CPH: DOX
| Нагорода                             | Фільм                                                                                              | Режисер                        |
| ------------------------------------ | -------------------------------------------------------------------------------------------------- | ------------------------------ |
| CPH: DOX Award                       | «Чотири рази» (Le Quattro Volte)                                                                   | Мікеланджело Фраммартіно       |
| CPH: DOX Award Special Mention       | «Автобіографія Миколи Квоческу» (The Autobiography of Nicolae Cweaucescu)                          | Андрей Уджіца                  |
| Danish: Dox Award                    | shared by: «The Naked of St. Petersburg» та «Імперія Півночі» (Empire North)                       | Ада Блігорд Себю / Якоб Босков |
| Danish: Dox Award Special Mention    | «Фіні» (Fini)                                                                                      | Якоб Шульзінгер                |
| Amnesty: Award                       | «Pink Saris»                                                                                       | Кім Лонгінотто                 |
| New: Vision Award                    | «In Free Fall»                                                                                     | Гіто Штеєрль                   |
| New: Vision Award Special Mention    | «Out»                                                                                              | Рой Розен                      |
| Sound & Vision Award                 | «Separado»                                                                                         | Ділан Гоч, Груфф Різ           |
| Sound & Vision Award Special Mention | «Задній двір» (Backyard)                                                                           | Арні Свейнссон                 |
| Short: Dox Award                     | «Ірма» (Irma)                                                                                      | Чарльз Фербенкс                |
| Politiken Audience Award             | «Загублена в сні — Історія Диззі Мізз Ліззі» (Lost Inside a Dream — The Story of Dizzy Mizz Lizzy) | Теїз Молін                     |

### 2011 CPH: DOX
| Нагорода                 | Фільм | Режисер                                                           |
| ------------------------ | --- | ----------------------------------------------------------------- |
| CPH: DOX Award           | «Два роки на морі» (Two Years at Sea)                                                                              | Бен Ріверс                                                        |
| New: Vision Award        | «It May Be That Beauty Has Strengthen Our Resolve — Masao Adachi»                                                  | Філіпп Грандрійо                                                  |
| Amnesty: Award           | «Crulic — The Path Beyond»                                                                                         | Анка Даміан                                                       |
| Nordic: Dox Award        | «Уявіть Еммануїла» (Imagining Emmanuel)                                                                            | Томас Естбю                                                       |
| Sound & Vision Award     | «Бабуся Ло-фі: основа розповідей Сігрідур Нільсдоттір» (Grandma Lo-fi: The Basement Tapes of Sigrídur Nielsdóttir) | Крістін Бйорк Крістянсдоттір, Оррі Йонссон Інгібйорг Біргісдоттір |
| Politiken Audience Award | «Піна: танок пристрасті» (Pina)                                                                                    | Вім Вендерс                                                       |

### 2012 CPH: DOX
| Нагорода                 | Фільм                                              | Режисер                                 |
| ------------------------ | -------------------------------------------------- | --------------------------------------- |
| CPH: DOX Award           | «Акт вбивства» (The Act of Killing)                | Джошуа Оппенгаймер                      |
| New: Vision Award        | Левіафан (Leviathan)                               | Люсьєн Кастайн-Тейлор & Верена Паравель |
| Nordic: Dox Award        | Searching for Bill                                 | Йонас Погер Расмуссен                   |
| Amnesty: Award           | «Завтра»                                           | Андрій Грязєв                           |
| Sound & Vision Award     | «Остерігайтеся пана Бейкера» (Beware of mr. Baker) | Джей Болджер                            |
| Politiken Audience Award | «Нормальне життя» (A Normal Life)                  | Мікала Крог                             |

### 2013 CPH: DOX
| Нагорода                          | Фільм                                                              | Режисер                 |
| --------------------------------- | ------------------------------------------------------------------ | ----------------------- |
| CPH: DOX Award                    | «Кроваві боби» (Bloody Beans)                                      | Нарімане Марі           |
| New: Vision Award                 | «Заклик до охорони від темряви» (A Spell to Ward Off the Darkness) | Бен Ріверс & Бен Рассел |
| New: Vision Award Special Mention | «Alexander»                                                        | Вільгельм і Анка Саснал |
| Nordic: Dox Award                 | «After You»                                                        | Маріус Дюбвад Брандруд  |
| F: ACT Award                      | «Брудні війни» (Dirty Wars)                                        | Річард Ровлі            |
| Politiken Audience Award          | «Повсякденне повстання» (Everyday Rebellion)                       | Араш & Арман Ріагі      |

### 2014 CPH: DOX
| Нагорода                       | Фільм                                                                                | Режисер                    |
| ------------------------------ | ------------------------------------------------------------------------------------ | -------------------------- |
| CPH: DOX Award                 | «Погляд тиші» (The Look of Silence)                                                  | Джошуа Оппенгаймер         |
| CPH: DOX Award Special Mention | «Демократи» (Democrats)                                                              | Камілла Нільссон           |
| New: Vision Award              | «The Dent»                                                                           | Басія Магда                |
| Nordic: Dox Award              | «Olmo & the Seagull»                                                                 | Лея Глоб & Петра Коста     |
| F: ACT Award                   | «E-Team»                                                                             | Кеті Шевіні і Росс Кауфман |
| Politiken Audience Award       | «Просто їжте — розповідь про продукти харчування» (Just Eat It — A Food Waste Story) | Грант Болдуїн              |

### 2015 CPH: DOX
| Нагорода                          | Фільм                                         | Режисер                              |
| --------------------------------- | --------------------------------------------- | ------------------------------------ |
| CPH: DOX Award                    | Боже, благослови дитину (God Bless the Child) | Роберт Мачоян та Родріго Охеда-Бек   |
| CPH: DOX Award Special Mention    | «Uncertain»                                   | Еван Макніколь та Анна Сенділандс    |
| New: Vision Award                 | «The Digger»                                  | Алі Черрі                            |
| New: Vision Award                 | «Bending to Earth»                            | Роза Барба                           |
| Nordic: Dox Award                 | «Return of the Atom»                          | Міка Тааніла і Джессі Еерола         |
| Nordic: Dox Award Special Mention | «Час минає» (Time Passes)                     | Ане Гйорт Гутту                      |
| F: ACT Award                      | «Among the Believers»                         | Гемаль Тріведі & Могаммед Алі Накві  |
| F: ACT Award Special Mention      | «(T)ERROR»                                    | Лирік Кабрал & Девід Фелікс Саткліфф |
| Politiken Audience Award          | «The Fear of 13»                              | Девід Сінгтон                        |

### 2017 CPH: DOX
| Нагорода                          | Фільм                                                            | Режисер                             |
| --------------------------------- | ---------------------------------------------------------------- | ----------------------------------- |
| CPH: DOX Award                    | «Останні чоловіки в Алеппо» (Last Men in Aleppo)                 | Ферад Файяс                         |
| CPH: DOX Award Special Mention    | Сірий будинок (Gray House)                                       | Остін Лінч і Метью Бут              |
| CPH: DOX Award Special Mention    | «Таємниця Джона Даллі» (The John Dalli Mystery)                  | Єппе Ренде                          |
| New: Vision Award                 | «Імітація життя» (Life Imitation)                                | Чень Чжоу                           |
| New: Vision Award Special Mention | Загублені мрії Наокі Гаякави (The Lost Dreams of Naoki Hayakawa) | Ane Hjort Guttu & Daisuke Kosugi    |
| Nordic: Dox Award                 | «Land of the Free»                                               | Камілла Магід                       |
| Nordic: Dox Award Special Mention | 69 хвилин із 86 днів (69 Minutes of 86 Days)                     | Егіл Госкйольд Ларсен               |
| F: ACT Award                      | «Radio Kobani»                                                   | Ребер Доскі                         |
| F: ACT Award Special Mention      | «Трофей» (Trophy)                                                | Шауль Шварц і Крістіна Клюзіо       |
| Next: Wave Award                  | «1996 Lucy and the Corpses in the Pool»                          | Маркос Мігліавакка і Нахуель Лахоре |
| Next: Wave Award Special Mention  | «Привид освітлення» (Phantom of Illumination)                    | Ваттанапуме Лайсуванчай             |
| Politiken Audience Award          | «Місто привидів» (City of Ghosts)                                | Метью Гайнеман                      |

### 2018 CPH: DOX
| Нагорода                          | Фільм                                  | Режисер                            |
| --------------------------------- | -------------------------------------- | ---------------------------------- |
| CPH: DOX Award                    | «Пліт» (The Raft)                      | Маркус Лінден                      |
| CPH: DOX Award Special Mention    | «Америка» (América)                    | Чейз Вайтсайд & Ерік Штоль         |
| New: Vision Award                 | «Дикі родичі» (Wild Relatives)         | Джумана Манна                      |
| New: Vision Award Special Mention | «Переклади» (Translations)             | Тінне Зеннер                       |
| Nordic: Dox Award                 | «Lykkelænder»                          | Лассе Лау                          |
| Nordic: Dox Award Special Mention | «Ніч» (The Night)                      | Стеффан Страндберг                 |
| F: ACT Award                      | «Лайла на мосту» (Laila at the Bridge) | Еліса і Гулістан Мірзаей           |
| Next: Wave Award                  | «Красиві речі» (Beautiful Things)      | Джорджіо Ферреро                   |
| Next: Wave Award Special Mention  | «Minding the Gap»                      | Бінг Лю                            |
| Next: Wave Award Special Mention  | «Звичайні гріхи» (Conventional Sins)   | Анат Юта Цруя та Шира Клара Вінтер |
| Politiken Audience Award          | «Лжесповідь» (False Confessions)       | Катріна Філп                       |

### 2019 CPH:DOX
| Нагорода                         | Фільм                                           | Режисер                             |
| -------------------------------- | ----------------------------------------------- | ----------------------------------- |
| CPH:DOX Award                    | Хребет (Ridge)                                  | Йон Скуг                            |
| CPH:DOX Award Special Mention    | Пошуки Єви (Searching Eva)                      | Піа Гелленталер                     |
| New:Vision Award                 | Місяць для мого батька (A Moon for My Father)   | Манія Акбарі та Дуглас Вайт         |
| Nordic:Dox Award                 | Чоловіча кімната (The Men's Room)               | Петтер Зоммер та Йо Вемюнд Свендсен |
| Nordic:Dox Award Special Mention | Спаровування (Mating)                           | Ліна Мангеймер                      |
| F:ACT Award                      | Темні сонця (Dark Suns)                         | Жульєн Елі                          |
| F:act:Award Special Mention      | Опівнічна сім'я (Midnight Family)               | Люк Лоренцен                        |
| Next:Wave Award                  | Кабул, Місто на вітрі (Kabul, City in the Wind) | Абузар Аміні                        |
| Next:Wave Award Special Mention  | Внутрішні (Inland)                              | Хуан Паласіос                       |
| Politiken Audience Award         | Натисніть (Push)                                | Фредрік Герттен                     |

### 2020 CPH:DOX
| Нагорода                         | Фільм                                             | Режисер                                 |
| -------------------------------- | ------------------------------------------------- | --------------------------------------- |
| CPH:DOX Award                    | Пісні репресій (Songs of Repression)              | Естефан Вагнер та Маріанна Хуген-Морага |
| New:Vision Award                 | Південь (South)                                   | Морган Квентанс                         |
| New:Vision Award Special Mention | Материнська мова (Mother’s Tongue)                | Він'є Ву і Лап-Сее Лам                  |
| Nordic:Dox Award                 | Будучи Еріко (Being Eriko)                        | Яннік Сплідсбол                         |
| Nordic:Dox Award Special Mention | Сялє - острів душ (Själö - Island of Souls)       | Лотта Петронелла                        |
| F:ACT Award                      | Ми тримаємо лінію (We Hold the Line)              | Марк Візе                               |
| F:act:Award Special Mention      | Соціальна дилема (The Social Dilemma)             | Джефф Орловскі                          |
| Next:Wave Award                  | Майор (Mayor)                                     | Девід Озіт                              |
| Next:Wave Award Special Mention  | Сестри з транзисторами (Sisters with Transistors) | Ліза Ровнер                             |
| Politiken:Danish:Dox Award       | Пісні репресій (Songs of Repression)              | Естефан Вагнер та Маріанна Хуген-Морага |